# Kawe (Kinondoni)

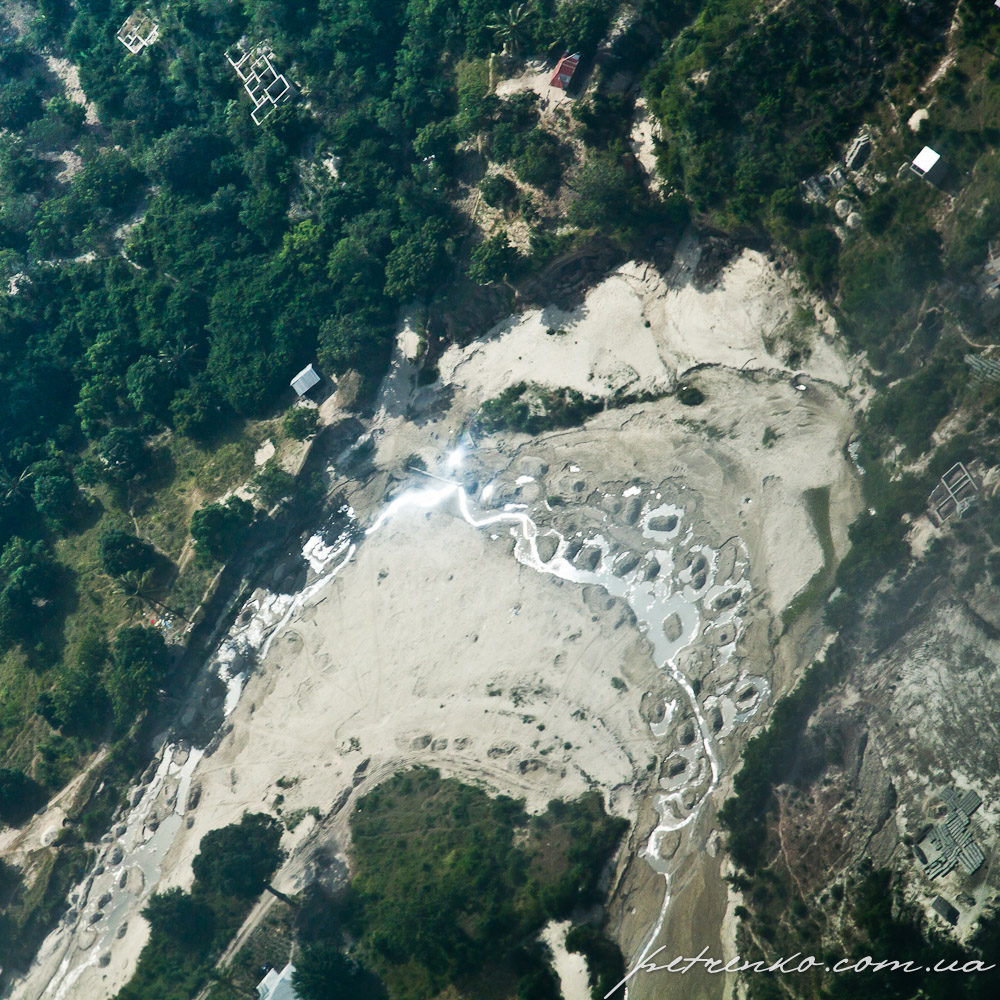
Luftaufnahme von Kawe

Kawe ist ein Stadtteil, zu Kiswahili „Kata“, welcher sich im Norden von Daressalam im Wilaya Kinondoni befindet.

## Lage
Der Stadtteil befindet sich an der Küste von Dar es Salaam am Indischen Ozean.

## Geschichte

### Der Name
Der Name Kawe stammt aus suahelisiertem Englisch, abgeleitet von "Cow way" und entstand in der britischen Kolonialzeit, in welcher Kawe ein Stadtteil war, der hauptsächlich der Landwirtschaft diente.

### Landwirtschaft
2024 begann die Bebauung der ehemaligen Felder, auf welcher sich auch Dienstwohnungen der Landarbeiter befanden.

### Mwamposa
Ebenso der Abriss der alten Kirche von Mwamposa, welche eine ehemalige Halle war, in der Kühe untergebracht waren.
Die neue Kirche von Mwamposa wurde 2025 eröffnet und schließt direkt an die Wohnbebauung von Kawe an.

## Wirkung nach außen
Kawe ist in Tansania vor allem aufgrund des Standortes der Tanzania Packers, der Lugalo Kaserne, der Großkirche von Mwamposa bekannt. Ebenso aufgrund der traditionellen Fischerei und dem Soko la samaki Kawe, dem Kawe Fischmarkt, am Strand von Kawe.

## Infrastruktur
Kawe hat eine dichte Infrastruktur, vor allem an der Hauptstraße, welche Kawe Road heißt.
Zudem befinden sich zahlreiche Hotels und Beherbergungsbetriebe in Kawe.
Ebenso von überregionaler Bedeutung ist Kawe aufgrund der hier angesiedelten, privaten Tiqliban Islamic Secondary School sowie aufgrund der Residenz des ehemaligen Präsidenten Kikwete nahe dem Strand von Kawe und der naheliegenden Mlimani City.

## Naturschutzgebiet
Die Naturschutzgebiete Kisiwa cha Bongoyo und Kisiwa cha Mbudya (Bongoyo-Insel und Mbudya-Insel) liegen nahe an Käse, sind jedoch nicht mit einer offiziellen Fähre oder Shuttleboot erreichbar.

## Verkehrsanbindung
- Im ÖPNV ist Kawe noch nicht an das Mwendokasi-Netz angeschlossen, jedeglich Daladala Linien verkehren nach Kawe.
- Der Stadtteil liegt zwischen der Old Bagamoyo Road sowie der New Bagamoyo Road.

An der New Bagamoyo Road ist eine neue Mwendokasi Linie einschließlich einer Station namens Bondeni-Darajani seit 2024 in Bau.
Die sechs Daladala-Stationen in Kawe sind:
Darajani, Maasai, Ukwamani, Kanisani, Kawe Bus Stand (Mwamposa) und Ufukweni